# Franciszek Żelisławski
Franciszek Żelisławski herbu Dąb odmienny – wicewojewoda pomorski w latach 1557–1560, podkomorzy malborski w latach 1562–1565.